# Bernd Lasch
Bernd Lasch (* 26. August 1901 in Düsseldorf; † 24. September 1979 in Gelsenkirchen-Buer) war ein deutscher Kunsthistoriker und Museumsdirektor.

## Leben
Bernd Lasch war der Sohn des Landschaftsmalers Hermann Lasch und dessen Ehefrau Maria Étienne. Sein Großvater  Carl Johann Lasch war ebenfalls Maler.
Lasch studierte an der Rheinischen Friedrich-Wilhelms-Universität Bonn unter anderem bei Paul Clemen, von dem er 1924 mit einer Arbeit über den Landschaftsmaler Andreas Achenbach zum Dr. phil. promoviert wurde.
Danach arbeitete er als Kustos an der Kunsthalle Düsseldorf unter Karl Koetschau und Hermann Cohen, unter deren Leitung er die Ausstellung der Jahrtausendfeier der Rheinlande 1925 mit vorbereitete. Während dieser Zeit begründete er eine Bekanntschaft und spätere Freundschaft mit den Galeristen Alfred Flechtheim und Alex Vömel. Mit Felix Klee verband ihn ebenfalls eine lebenslange Freundschaft; dessen Vater Paul Klee wohnte 1932/33 im Hause Lasch, Mozartstr. 4 in Düsseldorf.
1932 verlor Lasch seine Anstellung als Kurator infolge wirtschaftlich bedingter Sparmaßnahmen der Stadt Düsseldorf. Es folgte eine rege publizistische Tätigkeit, u. a. für die Kunstzeitschriften „The Burlington Magazine“, „Cicero“, „Pantheon“, „Weltkunst“; für die Tagespresse zahlreiche Rezensionen und andere meist lokale Berichterstattungen. Den Kriegsdienst absolvierte Lasch an der Westfront (Belgien, Nordfrankreich).
1946 folgte er einem Ruf an das kunstgeschichtliche Seminar der Philipps-Universität Marburg unter Richard Hamann und arbeitete gleichzeitig bei „Foto Marburg“. 1950 wurde Lasch zunächst „Städtischer Kunstwart“ in Gelsenkirchen, 1958 zum „Museumsdirektor“ ernannt. Sein Lebenswerk war der Aufbau der Städtischen Kunstsammlung Gelsenkirchen. Bis 1966 erwarb er für diese 784 Werke der Malerei, Graphik und Plastik, vom französischen Nach- und deutschen Im- und Expressionismus, sowie des Surrealismus u. a., bis hin zur Pop Art. Die Sammlung umfasst den Zeitraum von 1870 bis 1966. Die „Städtische Kunstsammlung Gelsenkirchen“ wurde am 10. Februar 1957 in der damaligen „Villa Pöppinghaus“ im Gelsenkirchener Stadtteil Buer eröffnet und fand 1984 auf demselben Grundstück nebenan ein neues Domizil.